# Merry Christmas (Lied)
Merry Christmas ist ein Weihnachtslied der britischen Singer-Songwriter Ed Sheeran und Elton John. Es wurde am 3. Dezember 2021 über Asylum und Atlantic Records als Single veröffentlicht. Das Lied ist Teil der Weihnachtsausgabe von Ed Sheerans fünftem Studioalbum = sowie einer Neuauflage von Elton Johns 34. Studioalbum The Lockdown Sessions.

## Musikvideo
Das Musikvideo wurde von Ed Sheeran bewusst als Parodie auf diverse Weihnachtspop-Videos angelegt. Es kommen auch zahlreiche Cameo-Auftritte vor.
In der ersten Szene, in der Ed Sheeran in einem Fernseher eingeblendet singt, läuft im Hintergrund ein als George Michael verkleideter Schauspieler mit drei weiteren Statisten vorbei, welche den Darstellern aus dem Musikvideo von Last Christmas ähneln sollen; bei 2:12 geht Ed Sheeran hinter einem Auto vorbei, aus dem gerade der als George Michael verkleidete Schauspieler wie in besagtem Musikvideo aussteigt. Das Video fängt so ähnlich wie Merry Christmas everyone von Shakin Stevens an, was dann auch mit der Pferdeschlittenfahrt ab 1:16 szenisch parodiert wird. Ab 1:04 parodiert Sheeran Mariah Careys Weihnachtsoutfit und Tanzstil aus dem Video zu ihrem Weihnachtssong All I Want for Christmas Is You. Ed Sheeran fliegt zusammen mit einem dem Weihnachtsstummfilm Walking in the Air entlehnten Schneemann. Zusammen mit der Band The Darkness wurde vor einer Schloss-Attrappe akribisch I Wish It Could Be Christmas Everyday von Wizzard nachgestellt; die Doppelgitarre selbst ist eine Anspielung auf das Musikvideo zu Christmas Time (Don’t Let the Bells End) von The Darkness. Anschließend tollt Ed Sheeran mit einer Frau im Schnee herum und bildet mit ihr zusammen Schnee-Engel; diese Szene ist eine Parodie auf sein eigenes Musikvideo zu Perfect. Ab TC 2:39 sind Männer mit weißen Pelzkapuzen zu sehen, eine Hommage an Stay Another Day von East 17. Im Schlussbild ist, nebst allen versammelten Darstellern des Musikvideos, rechts im Hintergrund Mr. Blobby zu sehen (Weihnachts-Nummer-eins-Hit in Großbritannien 1993); der Schriftzug Merry Christmas – Love, Ed & Elton soll dabei den am Anfang und am Schluss von Wizzards Weihnachtsmusikvideo eingeblendeten Schriftzug erinnern.

## Kommerzieller Erfolg

### Chartplatzierungen
Merry Christmas stieg am 10. Dezember 2021 an der Spitze der britischen Singlecharts ein. Sheeran platzierte sich nach Bad Habits und Shivers zum dritten Mal binnen eines Jahres an der Chartspitze im Vereinigten Königreich, insgesamt ist es sein zwölfter Nummer-eins-Hit. Für John ist es nach Cold Heart der zweite Nummer-eins-Hit im Kalenderjahr 2021 und insgesamt der neunte Spitzenreiter in seiner Karriere.
| Periode   | Höchstplatzierung, GesamtwochenChartplatzierungen (Periode, Platzierungen, Wochen) | Höchstplatzierung, GesamtwochenChartplatzierungen (Periode, Platzierungen, Wochen) | Höchstplatzierung, GesamtwochenChartplatzierungen (Periode, Platzierungen, Wochen) | Höchstplatzierung, GesamtwochenChartplatzierungen (Periode, Platzierungen, Wochen) | Höchstplatzierung, GesamtwochenChartplatzierungen (Periode, Platzierungen, Wochen) |
| Periode   | DE                                                                                 | AT                                                                                 | CH                                                                                 | UK                                                                                 | US                                                                                 |
| --------- | ---------------------------------------------------------------------------------- | ---------------------------------------------------------------------------------- | ---------------------------------------------------------------------------------- | ---------------------------------------------------------------------------------- | ---------------------------------------------------------------------------------- |
| 2021/22   | DE4 (4 Wo.)DE                                                                      | AT4 (3 Wo.)AT                                                                      | CH1 (4 Wo.)CH                                                                      | UK1 (4 Wo.)UK                                                                      | US55 (4 Wo.)US                                                                     |
| 2022/23   | DE10 (6 Wo.)DE                                                                     | AT9 (5 Wo.)AT                                                                      | CH21 (5 Wo.)CH                                                                     | UK3 (6 Wo.)UK                                                                      | US42 (2 Wo.)US                                                                     |
| 2023/24   | DE9 (6 Wo.)DE                                                                      | AT9 (5 Wo.)AT                                                                      | CH17 (5 Wo.)CH                                                                     | UK4 (5 Wo.)UK                                                                      | US46 (1 Wo.)US                                                                     |
| 2024/25   | DE11 (6 Wo.)DE                                                                     | AT11 (5 Wo.)AT                                                                     | CH13 (5 Wo.)CH                                                                     | UK9 (5 Wo.)UK                                                                      | US38 (1 Wo.)US                                                                     |
| Insgesamt | DE4 (22 Wo.)DE                                                                     | AT4 (18 Wo.)AT                                                                     | CH1 (19 Wo.)CH                                                                     | UK1 (20 Wo.)UK                                                                     | US38 (8 Wo.)US                                                                     |

### Auszeichnungen für Musikverkäufe
| Land/Region                  | Auszeichnungen für Musikverkäufe (Land/Region, Auszeichnung, Verkäufe) | Verkäufe  |
| ---------------------------- | ---------------------------------------------------------------------- | --------- |
| Dänemark (IFPI)              | Platin                                                                 | 90.000    |
| Deutschland (BVMI)           | Gold                                                                   | 200.000   |
| Frankreich (SNEP)            | Gold                                                                   | 100.000   |
| Italien (FIMI)               | Gold                                                                   | 50.000    |
| Kanada (MC)                  | Gold                                                                   | 40.000    |
| Neuseeland (RMNZ)            | Gold                                                                   | 15.000    |
| Österreich (IFPI)            | 2× Platin                                                              | 60.000    |
| Polen (ZPAV)                 | Platin                                                                 | 50.000    |
| Schweiz (IFPI)               | Platin                                                                 | 20.000    |
| Vereinigte Staaten (RIAA)    | Gold                                                                   | 500.000   |
| Vereinigtes Königreich (BPI) | Platin                                                                 | 600.000   |
| Insgesamt                    | 6× Gold · 6× Platin ·                                                  | 1.725.000 |

Hauptartikel: Ed Sheeran/Auszeichnungen für Musikverkäufe

## Coverversion von LadBaby
Kurz darauf wurde von LadBaby, der eine parodierte Version des Songs zur Unterstützung der Tafel-Wohltätigkeitsorganisation The Trussell Trust zusammen mit Ed Sheeran und Elton John unter dem Namen Sausage Rolls for Everyone aufgenommen hatte, die britische Weihnachts-Nummer-eins gesichert.
Damit war LadBaby der erste Künstler, dem es gelang, vier Mal in Folge die Weihnachts-Nummer-eins in den britischen Charts zu stellen. Sowohl für Elton John als auch für Ed Sheeran war es jeweils die dritte Nummer-eins-Single im Kalenderjahr 2021.
| Periode | Höchstplatzierung, GesamtwochenChartsChartplatzierungen (Periode, Platzierungen, Wochen) |
| Periode | UK                                                                                       |
| ------- | ---------------------------------------------------------------------------------------- |
| 2021/22 | UK1 (2 Wo.)UK                                                                            |

Auszeichnungen für Musikverkäufe

| Land/Region                  | Auszeichnungen für Musikverkäufe (Land/Region, Auszeichnung, Verkäufe) | Verkäufe |
| ---------------------------- | ---------------------------------------------------------------------- | -------- |
| Vereinigtes Königreich (BPI) | —                                                                      | 136.000  |
| Insgesamt                    | —                                                                      | 136.000  |

Hauptartikel: Ed Sheeran/Auszeichnungen für Musikverkäufe